# Saint-Nicolas-de-la-Taille

Saint-Nicolas-de-la-Taille este o comună în departamentul Seine-Maritime, Franța. În 1 ianuarie 2022 avea o populație de 1.634 de locuitori.